# Międzynarodowy Dzień Pamięci o Handlu Niewolnikami i jego Zniesieniu
Międzynarodowy Dzień Pamięci o Handlu Niewolnikami i jego Zniesieniu (ang. International Day for the Remembrance of the Slave Trade and its Abolition) – coroczne święto ustanowione z inicjatywy UNESCO w 1998 roku (rezolucja 29C/40) podczas 29 sesji Zgromadzenia Ogólnego ONZ.
Upamiętnia ogólne powstanie niewolników 22/23 sierpnia 1791 roku we francuskiej kolonii Saint-Domingue (dzisiejsze Haiti).

## Podobne święto
28 listopada 2006 roku Zgromadzenie Ogólne ONZ ustanowiło datę 25 marca 2007 roku jako Międzynarodowy Dzień Pamięci Dwusetnej Rocznicy Zniesienia Transatlantyckiego Handlu Niewolnikami (rezolucja 61/19). Zdecydowało również o zwołaniu tego dnia Spotkania Specjalnego Zgromadzenia Ogólnego, w celu podkreślenia znaczenia tego dnia.
Od 2008 obchody Międzynarodowego Dnia Pamięci Zniesienia Transatlantyckiego Handlu Niewolnikami (ang. International Day of Remembrance of the Victims of Slavery and the Transatlantic Slave Trade) odbywają się 25 marca. Są okazją do refleksji nad tym, ile osób cierpiało i zginęło w niewoli. Szacuje się, że od 15 do 20 milionów ludzi (mężczyzn, kobiet i dzieci) zostało zabranych z ich domów i sprzedanych jako niewolników w różnych systemach obrotu niewolnikami. To również okazja do podniesienia świadomości wśród młodzieży o zagrożeniach związanych z rasizmem i uprzedzeniami.